# Новокиевка (Устиновская поселковая община)
Новоки́евка (укр. Новокиївка) — село в Устиновской поселковой общине Кропивницкого района Кировоградской области Украины.
До 2020 года входило в Устиновский район
Население по переписи 2001 года составляло 101 человек. Почтовый индекс — 28613. Телефонный код — 5239. Код КОАТУУ — 3525884703.